# بلنفورد (ایندیانا)
بلنفورد (به انگلیسی: Blanford) یک منطقهٔ مسکونی در ایالات متحده آمریکا است که در شهرستان ورمیلیون، ایندیانا واقع شده‌است. بلنفورد ۱۷۴ متر بالاتر از سطح دریا واقع شده‌است.